# Eisenschiff
Mit sogenannten Eisenschiffen begann Mitte des 19. Jahrhunderts die Ära des modernen Schiffbaus, bei dem zusätzlich (Guss)Eisen eingesetzt wurde, später Stahl für Stahlschiffe. Es wurden weiterhin vorwiegend Holzschiffe gebaut, bei Kriegsschiffe ab 1860 auch mit „Eisenverkleidung“ (engl. ironclad) zwecks Panzerung. Komplette Ganzmetall-Rümpfe wurden erst mit einigen Jahrzehnten Erfahrung zur Standardbauweise, ab den 1870er und 1880er Jahren für Segelschiffe (Windjammer) und dampfbetriebene Panzerkreuzer und Passagierschiffe.

## Der neue Werkstoff
Bei diesem Schiffstyp sind Rumpfteile aus Gusseisen gefertigt, die Aufbauten aber weiterhin traditionell aus Holz. Gründe für die Umstellung von Holz auf Eisen waren unter anderem die in England aufblühende Industrialisierung mit neuartigen Verfahren zur Eisenverhüttung (billigere Produktion) und der Erfolg der Dampfmaschinen, die alsbald die Pferde vor den ersten Eisenbahnen ablöste. Zudem litt das weitgehend abgeholzte England an Holzmangel, importierte Holz aus Norwegen und dem Ostseeraum.

## Prototypen

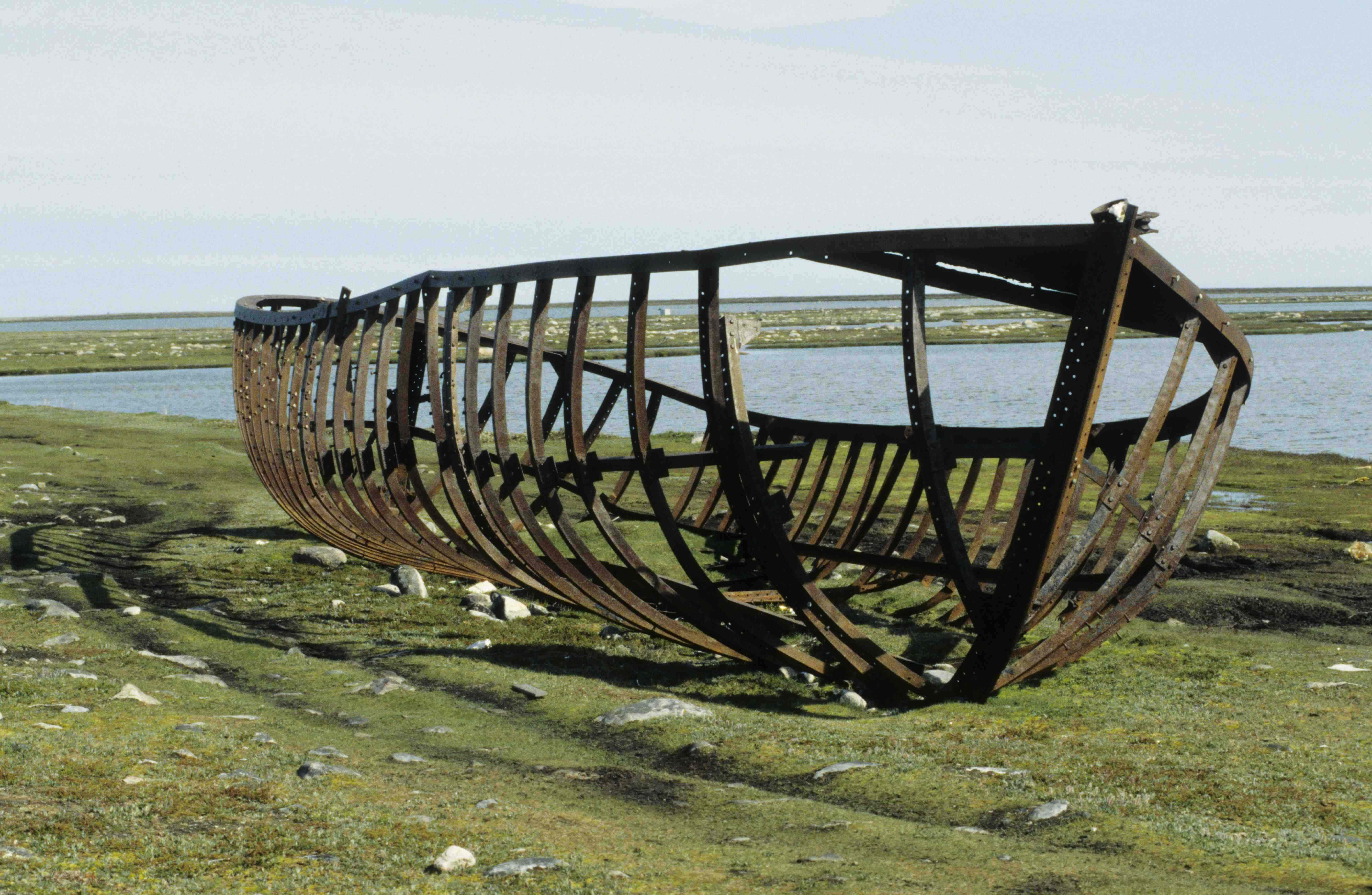
Wrack seit den 1920ern: Bootsskelett der „Qulaittuq“ aus eisernen Spanten, Kiel und Steven, Stringern und Dollbord.

Die ersten großen Eisenrumpfschiffe waren
- 1838 der Großsegler Ironsides[1], mit einer Wasserverdrängung von 271 t (alt), gebaut auf der Werft „Messrs. Jackson, Gordon, and Co.“ in Liverpool, ca. 30 Meter lang. Der Tiefgang, beladen mit Baumwolle und Tierhäuten aus Amerika, habe nur 8,5 Fuß betragen, ungefähr 2,5 Meter, was ein Vorteil in Flachwasser und an Riffen sei. Mit einer Verdrängung von 264 t „new measurement“ soll sie soviel Fracht wie ein 340t-Holzschiff getragen haben. Es seien nur 120 tons Eisen verbaut wurden, darunter Halbzoll-dicke Beplankung. Bei einem vergleichbaren Holzschiff sei der Materialeinsatz dreimal so groß, der Vorteil komme der Frachtmenge zugute. Der zukünftige Schrottwert würde noch £4 bis £5 pro ton betragen, quasi wertlos bzw. bei etwaigem Totalverlust kein großer Verlust. Erregte nach einer Südamerikareise im Mai 1939 im Trockendock großes Interesse bei Fachleuten. Die Versicherungskosten der Waren wie Baumwolle aus den USA waren höher als üblich angesetzt gewesen, zumal die Fracht auf Holzschiffen meist Wasserschäden aufwies, der Frachtraum erwies sich jedoch als trocken. Das war im April 1847 nicht mehr der Fall. Auf der Reise von New Orleans nach Cork, mitten auf dem Atlantik (47° N 23° W), musste die Besatzung das Schiff mit 9 Fuß Wasser im Mais-Frachtraum aufgeben.
- 1838 der von der Werft Gleichmann&Busse in Deutschland konstruierte eiserne Dampfer mit dem Namen Willem I. für holländische Auftraggeber.
- Great Britain mit Dampf-Propellerantrieb, überquerte 1845 den Atlantik in 15 Tagen

## Ende der Entwicklung
Die Entwicklung dieses Schiffstyps vollzog sich in langsamen Schritten, denn noch zwanzig Jahre später waren Dampfer ebenso wie Segelschiffe mit Teilen – vor allem von Spanten – aus verarbeitetem Gusseisen noch selten. Mit verbesserter Technologie wurde am Ende des 19. Jahrhunderts der Gusswerkstoff im Schiffbau durch den gewalzten Stahl ersetzt, da der relativ spröde Werkstoff aus unlegiertem gegossenen Eisen nur eine sehr begrenzte Größe im Schiffbau zulässt. Stahl kann hingegen – durch die Legierung verschiedener anderer Metalle und Reduktion des Kohlenstoffgehalts – wesentlich elastischer – im Sinne von Biegungssteifigkeit – hergestellt werden. Dieses ist für den Bau größerer Schiffe unabdingbar, da Schiffe sich bei der Fahrt im Wasser, bedingt durch die Wellenbewegung, „verwinden“. Bei einem VLCC-Supertanker, mit einer Gesamtlänge von 350 m beträgt die Verwindung und Verbindung zwischen dem Bug und dem Heck bei starkem Seegang bis zu 3 m, also rund 0,85 % der gesamten Schiffslänge.